# Формула-1 — Гран-прі Абу-Дабі 2025
Гран-прі Абу-Дабі 2025 (офіційно — Formula 1 Etihad Airways Abu Dhabi Grand Prix 2025) — автоперегони чемпіонату світу з Формули-1, які відбудуться 7 грудня 2025 року. Гонка буде проведена на трасі Яс-Марина в Абу-Дабі, ОАЕ. Це фінальний двадцять четвертий етап Чемпіонату світу та сімнадцяте Гран-прі Абу-Дабі в історії.

## Розклад (UTC+2)
| Дата     | Подія           | Час           |
| -------- | --------------- | ------------- |
| 5 грудня | Вільний заїзд 1 | 11:30 - 12:30 |
| 5 грудня | Вільний заїзд 2 | 15:00 - 16:00 |
| 6 грудня | Вільний заїзд 3 | 12:30 - 13:30 |
| 6 грудня | Кваліфікація    | 16:00 - 17:00 |
| 7 грудня | Перегони        | 15:00         |
| Джерело: |                 |               |